# 파피루스 (식물)
파피루스(학명: Cyperus papyrus)는 사초과의 단년초 식물이다. 특히 나일강 상류 지역에서 군락지가 흔히 발견되었기 때문에 고대 이집트에서는 파피루스를 만드는 데 사용하였으며, 식용 및 건축 자재로도 쓰인다. 지중해 연안의 습지에서 무리지어 자란다.